# Dalbergia negrensis
Dalbergia negrensis là một loài thực vật có hoa trong họ Đậu. Loài này được (Radlk.) Ducke miêu tả khoa học đầu tiên.